# Парута-Вітрук Ольга Володимирівна
О́льга Володи́мирівна Парута-Вітру́к (нар. 30 січня 1954, м. Львів) — українська художниця декоративного текстилю. Член Національної спілки художників України (1989). Донька Володимира Вітрука.

## Життєпис
Ольга Парута-Вітрук народився 30 січня 1954 року в місті Львові.
1977 року закінчила Львівський інститут прикладного і декоративного мистецтва (викладачі з фаху Карло Звіринський, Данило Довбошинський та Роман Сельський). З 1986 року працює у монументальному цеху Львівського художньо-виробничого комбінату.
Голова секції текстилю Львівської обласної організації Національної спілки художників України.

## Творчість
Найбільше працює в техніці класичного гобелена, а також ремізного ткацтва. Експериментує з новими матеріалами і техніками. Багато працює в техніці печворку і аплікації з тканин. Мисткиня прагне, щоб її твори були сповнені новим, сучасним пошуком і водночас мали зв'язок з традиціями народного мистецтва.
Від 1989 — учасниця всеукраїнських та міжнародних виставок (серед них — великомасштабні імпрези всеукраїнського проєкту «Декоративне мистецтво України кінця 20 ст. 200 імен» (2003, м. Київ; 2003, м. Париж). Персональні виставки у містах Львові (1990, 1994, 2003, 2015), Києві, Хмельницькому (обидві — 1995) та Самборі (2000).
Учасник 15 бієнале міжнародного гобелена «Скіфія», 6 трієнале художнього текстилю м. Києва, міжнародного трієнале текстилю в м. Лодзі (2010, Польща).
Основні роботи: «Спогади серпня» (1986), «Пробудження» (1991), «Море» (1993), «Композиція», «Птахи» (обидва — 1994), «Сумні квіти» (1999), «Квітуче дерево» (2000), «Екологічний прогноз» (2004), «Ґудзик в квадраті» (2005), «Подорожі» (2006), «Решето Всесвіту» (2007), «А осінь ділиться на три» (2010), «Залишки інформації» (2011), диптих «Змінюється лише погода» (2014), «В очікуванні тепла» (2016), «Сад дерев життя» (2020), «Вічне тепло Землі» (2021).

## Нагороди
- срібна медаль 4-го Міжнародного симпозіуму художнього текстилю «Скіфія» (2002, м. Херсон);
- 3-тя (1999, 2004) та 1-ша (2001) премії виставок «Текстильний шал» м. Львова;
- 3-тя (2004) та 1-ша (2007) премії й дипломи (2010, 2013) Всеукраїнських трієнале художнього текстилю м. Києва;
- дипломи всіх трієнале.